# الموان
الموان هي بلدة جزائرية تابعة لبلدية الأوريسية: الكائنة بدائرة عين أرنات، بولاية سطيف

## الموقع
تقع على مستوى الطريق الوطني رقم 75

## المرافق

### سد الموان
أنجز سد خزان بجوار بلدة الموان وسمي باسم البلدة وكذلك محطة تصفية المياه واللذين أنجزا في إطار مشروع التحويلات المائية الكبرى للمياه انطلاقا من ولايتي بجاية و جيجل نحو سطيف.